# Jordan Torunarigha
Jordan Torunarigha (Chemnitz, 7 de agosto de 1997) es un futbolista alemán de ascendencia nigeriana. Juega de defensor y su equipo es el Hamburgo S. V. de la 1. Bundesliga. Es el hijo del futbolista retirado Ojokojo Torunarigha y hermano del futbolista activo Junior Torunarigha.

## Selección nacional
Fue internacional en categorías inferiores con Alemania, pero en junio de 2023 decidió jugar para Nigeria en categoría absoluta. Hizo su debut con la selección africana el siguiente 16 de octubre en un amistoso ante Mozambique.

## Clubes
| Club                    | País     | Año       |
| ----------------------- | -------- | --------- |
| Hertha de Berlín II     | Alemania | 2015-2016 |
| Hertha de Berlín        | Alemania | 2016-2022 |
| K. A. A. Gante (cedido) | Bélgica  | 2022      |
| K. A. A. Gante          | Bélgica  | 2022-2025 |
| Hamburgo S. V.          | Alemania | 2025-     |

## Palmarés

### Títulos nacionales
| Título          | Club           | País    | Año  |
| --------------- | -------------- | ------- | ---- |
| Copa de Bélgica | K. A. A. Gante | Bélgica | 2022 |